# Franciszek Stanisław Parecki

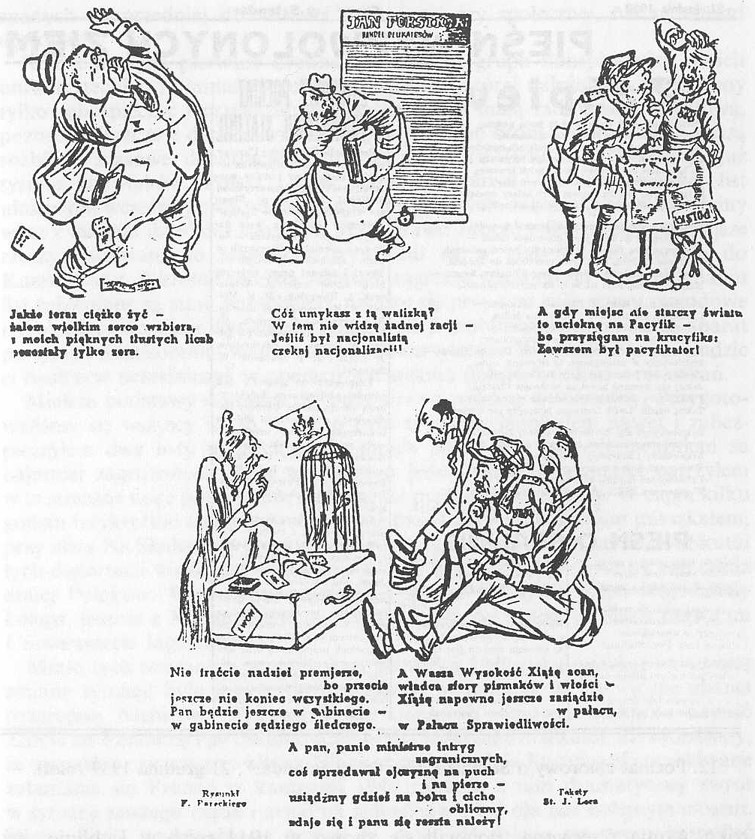
Rysunki satyryczne Pareckiego w „Czerwonym Sztandarze” z września 1940 (tekst: Stanisław Jerzy Lec)

Franciszek Stanisław Marian Mikołaj Parecki (ur. 6 grudnia 1913 we Lwowie, zm. 22 czerwca 1941 tamże) – polski poeta, tłumacz, karykaturzysta, rysownik-satyryk.

## Życiorys
Urodził się w rodzinie inteligenckiej, ojcem jego był Stanisław, a matką Maria z domu Szymusik. Ukończywszy Państwowe Gimnazjum im. Adama Mickiewicza w Warszawie, otrzymał w 1931 świadectwo dojrzałości. W 1937 otrzymał absolutorium na Akademii Sztuk Pięknych w Warszawie (studiował pod okiem W. Skoczylasa, potem T. Pruszkowskiego i L. Wyczółkowskiego, otrzymując liczne nagrody, szczególnie w dziedzinie grafiki artystycznej u E. Czerwińskiego) z grafiki użytkowej u E. Barłomiejczyka. Jego pracą absolutoryjną były drzeworyty ilustrujące „Słowo o Jakubie Szeli” Brunona Jasieńskiego. Pierwszą pracą graficzną Pareckiego, zachowaną do dziś, jest jednak wcześniejszy o kilka lat projekt okładki miesięcznika dla młodzieży gimnazjalnej „Kuźnia Młodych” z 1931 roku.
Debiutował jako fraszkopisarz i rysownik-satyryk w „Cyruliku Warszawskim” w 1932, od 1935 współpracował ze „Szpilkami”, gdzie zamieszczał rysunki satyryczne na tematy zazwyczaj polityczne. Od 1937 podjął współpracę z tygodnikiem „Czarno na Białem”, gdzie w dziale Z teki humoru pojawiały się jego nawiązujące do aktualnych wydarzeń politycznych rysunki oraz karykatury współczesnych polityków. Pisywał także do prasy lewicowej („Lewar”, „Nowa Kwadryga”, „Robotnik”, „Sygnały”), od 1936 był członkiem Grupy Plastyków Warszawskich Czapka Frygijska – organizacji założonej przez Komunistyczną Partię Polski.
Zmobilizowany w związku z wybuchem II wojny światowej brał udział w kampanii wrześniowej; po kapitulacji Warszawy przedostał się z terenów zajętych przez Niemców na tereny zajęte przez ZSRR, do Lwowa, gdzie od listopada 1939 rysował karykatury w tamtejszym „Czerwonym Sztandarze”; zajmował się także tłumaczeniami (m.in. Majakowskiego). W 1941 pracował także w redakcji miesięcznika „Nowe Widnokręgi”, opublikował też swoje rysunki w wydawanym w Moskwie po polsku piśmie humorystycznym „Krokodyl na Zachodniej Ukrainie”.
Był żonaty (od 1937) z Wiktorią (ur. 1918), córką Juliana Maliniaka. Zginął we Lwowie na początku ofensywy niemieckiej na ZSRR, kiedy niemiecka bomba trafiła w grupkę idących ulicą pisarzy. Oprócz Pareckiego zginęli wtedy: Aleksander Hawryluk, Stepan Tudor i ich żony oraz Zofia Charszewska. Pochowany na cmentarzu Łyczakowskim.